# Paronchulus straticauda
Paronchulus straticauda is een rondwormensoort uit de familie van de Onchulidae.